# L’Hom Strom
L’Hom Strom ([lomˈʃtrɔm]ⓘ, rätoromanisch im Idiom Vallader für «der Strohmann») ist ein uralter, noch aus heidnischer Zeit stammender Brauch im Unterengadiner Hauptort Scuol.

## Ablauf
Der Brauch findet jeden ersten Samstag im Februar statt. Die Jünglinge des Dorfes sammeln in den Bauernhäusern Stroh ein, um es auf dem Scuoler Dorfplatz zu einem übergrossen Hom Strom aufzutürmen und festzubinden. Früher errichteten vier Quartiere ihre eigenen Homs Stroms und bewachten diese, um zu verhindern, dass der eigene Hom Strom frühzeitig von Jugendlichen der anderen Viertel angezündet wird.
Nachmittags wird der Hom Strom nach Gurlaina (unbewohnter Ortsteil, bekannt durch die Gurlainabrücke) gebracht. Abends erst nach der Eindunkelung, zumeist um 20.00 Uhr, wird er in Brand gesteckt. Der Tod in den Flammen symbolisiert das nahe Winterende und wird von gemeinschaftlich gesungenen Liedern der Bevölkerung begleitet.
Zum Abschluss des Brauches wird das vierstrophige Hom-Strom-Lied gesungen, das der Scuoler Men Rauch in den 1950er Jahren verfasst hatte. Eine christliche Adaption des heidnischen Brauches ist in der vierten Strophe des Liedes zu sehen, wo es heisst:

“Las flommas van in ot,
portond al Segner lod…”

„Die Flammen schlagen in die Höhe,
bringen dem Herrgott Lob…“